# Application specific integrated circuit
Un circuito integrato per applicazione specifica (noto come ASIC o application specific integrated circuit), è un circuito integrato creato appositamente per risolvere un'applicazione di calcolo/elaborazione ben precisa (special purpose): la specificità della progettazione, focalizzata sulla risoluzione di un unico problema, consente di raggiungere delle prestazioni in termini di velocità di elaborazione e consumo elettrico difficilmente ottenibili con l'uso di soluzioni più generiche (general purpose).
Lo sviluppo di questo genere di circuiti è però molto costoso e per questo motivo il loro impiego è limitato a campi in cui possano essere usati in maniera massiccia, ovvero alti volumi di mercato, come l'elettronica di consumo (masterizzatori, schede elettroniche, apparati di rete, trasmissione audio-video) mentre per usi su scala più limitata vengono preferite, ad esempio, tecnologie riprogrammabili come le FPGA. Uno specifico settore in cui si sono fatti strada i processori ASIC è il mondo delle criptovalute, grazie alle elevate prestazioni raggiungibili con questo tipo di tecnologia.

## Storia e sviluppo della tecnologia
Tecnologia nata agli inizi degli anni 80, si basava su tecnologie ad array di porte logiche, con valori iniziali intorno alle 5000 porte: con il miglioramento delle tecnologie produttive e dei software di sviluppo, gli attuali ASIC sono in grado di supportarne oltre 100 milioni. Gli ASIC moderni, oltre all'aumento delle porte, hanno integrato tecnologie come ROM, RAM, EPROM, memorie Flash, tanto da essere definiti spesso come SoC (system-on-a-chip).
Gli sviluppatori di ASIC digitali utilizzano spesso linguaggi HDL, come Verilog o VHDL.